# یانگ آمریکا (ویسکانسین)
یانگ آمریکا (به انگلیسی: Young America) یک منطقهٔ مسکونی در ایالات متحده آمریکا است که در شهرستان واشینگتن، ویسکانسین واقع شده‌است. یانگ آمریکا ۲۷۸٫۹ متر بالاتر از سطح دریا واقع شده‌است.